# Referendari merovingi
Il referendario, (in francese référendaire), era l'ufficiale del palazzo nel periodo merovingio che gestiva le lettere reali nelle cancellerie, in modo da decidere se dovevano essere firmate e sigillate.
Spesso i referendari erano anche i cancellieri al servizio della dinastia merovingia.

## Referendari
I referendari noti includono:
- San Remigio, vescovo di Reims (497-533)
- Siggo, alla corte di Sigeberto I, poi Chilperico I e infine Childeberto II (561)
- Ansberto, vescovo di Rouen, nella corte di Clotario II (le date relative alla cariche sono sconosciute)
- Audoeno, vescovo di Rouen (641-689), Gran Referendario di Dagoberto I e Clodoveo II dal 638-657
- Croberto I, vescovo di Tours, alle corti di Dagoberto I e Clodoveo II (fino al 663)
- Bonito, vescovo d'Alvernia, alla corte di Sigeberto III, re d'Austrasia
- Coroberto II, anche cancelliere di Clotario III (fino al 677).

Indubbiamente, molti degli altri cancellieri del signore erano anche referendari, ma nessuno è registrato come tale.